# 小砂川バイパス
小砂川バイパス（こさがわバイパス）は、秋田県にかほ市内の国道7号のバイパス道路である。小砂川集落を迂回するバイパスである。

## 概要

### 路線データ
- 起点：秋田県にかほ市象潟町小砂川クツカケ
- 終点：秋田県にかほ市象潟町大須郷大道下
- 全長：2.9 km[1]

## 歴史
- 1984年（昭和59年）：建設開始
- 1988年（昭和63年）12月9日：秋田県由利郡象潟町小砂川字クツカケ1番76から同町大須郷字大道下23番1まで供用開始[2]、全線開通[1]。

## 地理

### 接続する道路
- にかほ市道小砂川本線（路線番号00133）[3]
- にかほ市道大須郷小砂川線（路線番号00129）[3]
- にかほ市道小砂川本線（路線番号00133）[3]